# Лилиан, Рената и Марилис Порто
Лилиан, Рената и Марилис Порто (порт. Lilian, Renata e Marilise Porto), в издании Playboy известны под общим именем Трио из Рио, (порт. As Trigêmeas) — первые тройняшки-модели в истории издания Playboy. В 1993 году стали Playmate ноября.

## Биография
Близнецы Порто родились 1 марта 1974 года в муниципалитете Тукундува (штат Риу-Гранди-ду-Сул). Родились с перерывом в десять минут. Первой родилась Марилис, затем Лилиан и самой «младшей» стала Рената. Повзрослев, они подались в модельный бизнес и стали лицами рекламных компаний товарных знаков Onyx Jeans, Neutrox shampoo и Azaleia sandals. По опросу, являются одними из самых известных бразильцев мире, занимая 16-е, 17-е и 18-е место.

## Участие в съёмках
В общей сложности сёстры снялись для восьми международных версий Плэйбоя. Впервые сёстры Порто появились в качестве Covergirl (девушки с обложки) в бразильской версии журнала, в октябрьском (#10) номере. В ноябре 1993 года выходят в публикацию выпуски сразу в США и Турции, через месяц, в декабре, сёстры Порто появляются на обложке японской версии журнала. В январе 1994 года Порто появились в австралийского Playboy, в июне в аргентинском, а мексиканском — в октябре. В последний раз они появились в выпуске июня 1996 года в бразильском номере Плэйбоя, откуда собственно и начиналась их карьера на страницах журнала.

## Отзывы
Издание DrJays в рейтинге 50 лучших обложек Плэйбоя всех времён (англ. 50 Greatest Playboy Covers of All Time) присудили сёстрам Порто сразу два рейтинговых места — 44-е и 4-е с формулировкой — Так хороши, что хочется повториться (англ. So good I had to run it twice)